# (6750) Katgert
(6750) Katgert est un astéroïde de la ceinture principale.

## Description
(6750) Katgert est un astéroïde de la ceinture principale. Il fut découvert le 24 mars 1971 à l'observatoire Palomar par Cornelis Johannes van Houten, Ingrid van Houten-Groeneveld et Tom Gehrels. Il présente une orbite caractérisée par un demi-grand axe de 3,01 UA, une excentricité de 0,10 et une inclinaison de 9,2° par rapport à l'écliptique.

## Compléments